# Mikałaj Chachoł
Mikałaj Rygorawicz Chachoł (biał. Мікалай Рыгоравіч Хахол, ur. 5 stycznia 1948 we wsi Krasnaja Zwiezda w  rejonie berezyńskim Białoruskiej SSR, zm. 11 maja 1997) – białoruski kajakarz, trzykrotny mistrz świata. W czasie swojej kariery sportowej startował w barwach Związku Radzieckiego.

## Kariera sportowa
Zdobył złoty medal w sztafecie kajaków jedynek K-1 4 × 500 metrów na mistrzostwach świata w 1970 w Kopenhadze (razem z nim w sztafecie radzieckiej płynęli: Anatolij Tiszczenko, Anatolij Kobrysow i Anatolij Siedaszew). Na kolejnych mistrzostwach świata w 1971 w Belgradzie Chachoł zwyciężył w wyścigu jedynek K-1 na dystansie 500 metrów, wyprzedzając Ladislava Součka z Czechosłowacji i Mihály’a Hesza z Węgier, a w dwójce z Petro Hresztą zdobył na tym dystansie brązowy medal.
Zwyciężył wraz z Hresztą w konkurencji K-2 na 500  metrów na mistrzostwach świata w 1973 w Tampere, a w wyścigu czwórek na 1000 metrów wywalczył srebrny medal (w radzieckiej osadzie płynęli z nim Jurij Fiłatow, Wołodymyr Morozow i Walerij Didienko). Chachoł i Hreszta zajęli 4. miejsce w wyścigu K-2 na 500  metrów na mistrzostwach świata w 1974 w Meksyku.
Chachoł był mistrzem ZSRR w konkurencji K-1 na 500 metrów w 1971 i 1973, w sztafecie K-1 4 × 500 metrów w 1973, w K-2 na 500 metrów w 1974 oraz w K-4 na 1000 metrów w 1971 i 1973.
W 1971 otrzymał tytuł Zasłużonego Mistrza Sportu ZSRR.